# 何沛珈
何沛珈（英語：Roxanne Ho Pui Ga，1996年8月1日—），原名何孟珊，香港女演員及主持，《香港小姐再競選》冠軍暨更上鏡小姐及《2020年度香港小姐競選》五強，現為無綫電視經理人合約藝員。

## 個人經歷

### 早年經歷
何沛珈曾於基督教香港信義會禾輋信義學校及沙田蘇浙公學就讀，在學期間亦有參與體育舞蹈的運動，她曾於2010年3月舉行的第6屆香港校際體育舞蹈錦標賽的「中學女子組14至15歲倫巴舞新人賽」項目，跟舞伴一起於6隊參賽隊伍中取得第3名。
何沛珈於中學畢業後升讀香港專上學院（HKCC）健康學副學士，2016年升讀中文大學醫學院那打素護理學院（護理系）（所屬書院：逸夫書院），並於2019年畢業，翌年獲香港護士管理局發出註冊護士證明書及在聖德肋撒醫院擔任註冊護士。其為了參加2020年度的《香港小姐競選》而辭任護士工作，因為參選港姐需要佔用大部份時間，隨時準備電視台的工作。

### 演藝事業
於《2020年度香港小姐競選》決賽中，何孟珊表演的水袖舞大獲好評，網民和粉絲紛紛留言支持，最終五強止步。其後加入無綫電視並主持多個節目，包括成為《東張西望》外景主持之一。
2021年1月28日，她在社交平台宣佈由何孟珊改名為何沛珈。2021年至今，何沛珈於無綫電視長篇處境喜劇《愛·回家之開心速遞》飾演「Luna」一角，憑跳椅子舞備受囑目。
2022年，何沛珈參加無綫電視台慶綜藝節目《香港小姐再競選》，憑表演傣族舞再次引起網民關注。最終何沛珈於台慶當晚的決賽奪得冠軍，並獲得「更上鏡小姐」一獎。同年年尾，何沛珈首度入圍《萬千星輝頒獎典禮2022》「飛躍進步女藝員」。

## 演出作品

### 電視劇
| 首播           | 劇名                  | 角色                                   |
| 無綫電視       |                       |                                        |
| 2021年至2024年 | 愛·回家之開心速遞     | 蕭露娜（Luna）                         |
| 2021年         | 拳王                  | 售貨員（第8集）                        |
| 2022年         | 十八年後的終極告白2.0 | 客人（第17 - 19集）                    |
| 2022年         | 痞子殿下              | 鈴兒                                   |
| 2022年         | 下流上車族            | 主持人（第5、19集）                    |
| 2022年         | 輕·功                 | 戴孝女（第9集）護士（第19、21 - 22集） |
| 2023年         | 新四十二章            | 黃嘉媚                                 |
| 靈戲逼人       | 記者（第5集）         |                                        |
| 寵愛Pet Pet    | 謝嘉嘉                |                                        |
| 新聞女王       | 廖子珊                |                                        |
| 2024年         | 再見·枕邊人           |                                        |
| 神耆小子       | 裴佳瑩                |                                        |
| 反黑英雄       | 林冰                  |                                        |
| 異空感應       | 余小雲（Ada）         |                                        |
| 2025年         | 富貴千團              | 公關                                   |
| 2025年         | 痞子無間道            | 辛媛潔（青年）                         |
| 未播映         | 非份之罪              | 葉麗恩                                 |
| 未播映         | 夫妻的博弈            |                                        |
| 未播映         | 模仿人生              |                                        |

### 主持節目
| 首播       | 節目名                      | 備註                                |
| 無綫電視   |                             |                                     |
| 2020年至今 | 東張西望                    | 外景主持2023年1月24日起兼任廠景主持 |
| 2021年     | 邁向零碳生活                | 與李佳芯及丁子朗合作主持            |
| 2021年     | 醫醫，我不想再病了          |                                     |
| 2022年     | 學是疫學非                  |                                     |
| 2022年     | J2ers：Blah Blah Blah試新室 |                                     |
| 2023年     | 請1日假去旅行               | 與李芷晴合作主持                    |
| 2023年     | 身體最誠實                  | 主持                                |
| 2023年     | 明愛暖萬心                  | 主持                                |
| 2023年     | 善心滿載仁愛堂              | 主持                                |
| 2023年     | 萬千星輝賀台慶              | 主持                                |
| 2023年     | 歡樂滿東華2023              | 主持                                |
| 2024年     | 玩盡澳門無限Fun             | 與陳楨怡及林正峰一同主持            |
| 2024年     | 早D知早D醫                  | 與洪永城、宋宛穎、魏韵芝一同主持    |

### 綜藝節目
| 首播     | 節目名                | 備註        |
| 無綫電視 |                       |             |
| 2020年   | 2020年度香港小姐競選  | 五強佳麗    |
| 2020年   | 衝上雲霄大選          | 出席嘉賓    |
| 2020年   | 姊妹淘                | 第168集嘉賓 |
| 2021年   | 一屋後生仔            | 第70集嘉賓  |
| 2021年   | 大整蠱                | 第1集       |
| 2022年   | 思家大戰              | 第37集嘉賓  |
| 2022年   | 香港小姐再競選        | 冠軍佳麗    |
| 2023年   | 獎門人開心Party感謝祭 |             |

### 特備節目
| 首播     | 節目名               | 備註         |
| 無綫電視 |                      |              |
| 2021年   | 咁大件事點解冇人講   | 出席嘉賓     |
| 2021年   | 禁毒全接觸           | 短劇演出     |
| 2021年   | 明星運動會           | 拳賽助手演出 |
| 2022年   | 學是疫學非           | 護士姐姐演出 |
| 2023年   | 警聲百二秒           | 第35集演出   |
| 2023年   | 香港小姐2023終極面試 | 出席嘉賓評審 |

## 曾獲奬項及提名
| 年份       | 頒獎典禮             | 獎項           | 作品 | 結果     |
| ---------- | -------------------- | -------------- | --- | -------- |
| 2022年     | 香港小姐再競選       | 冠軍           | 不適用 | 獲獎     |
| 2022年     | 香港小姐再競選       | 更上鏡小姐     | 不適用 | 獲獎     |
| 2022年     | 萬千星輝頒獎典禮2022 | 飛躍進步女藝員 | 《愛·回家之開心速遞》 《東張西望》 《學是疫學非》 《香港小姐再競選》                                                                              | 提名     |
| 2023年     | 萬千星輝頒獎典禮2023 | 飛躍進步女藝員 | 《愛·回家之開心速遞》 《東張西望》 《新四十二章》 《寵愛Pet Pet》 《新聞女王》 《請1日假去旅行》 《身體最誠實》 《明愛暖萬心》 《萬千星輝賀台慶》 | 最後五強 |
| 最佳女主持 |                      |                | |          |

## 外部連結
- 何沛珈的Facebook專頁
- 何沛珈的Instagram帳戶
- 何沛珈的新浪微博
- YouTube上的何沛珈頻道 （页面存档备份，存于）
- 2020香港小姐競選佳麗檔案 - 3號 何孟珊 Roxanne （页面存档备份，存于）